# Rick Colella
Pour les articles homonymes, voir Colella.
Rick Colella, né le 14 décembre 1951 à Seattle, est un nageur américain, dont la nage principale est la brasse. Il est le frère de la nageuse Lynn Colella.

## Biographie
Rick Colella dispute l'épreuve du 200m brasse aux Jeux olympiques d'été de 1976 de Montréal et remporte la médaille de bronze.